# Merlo slott

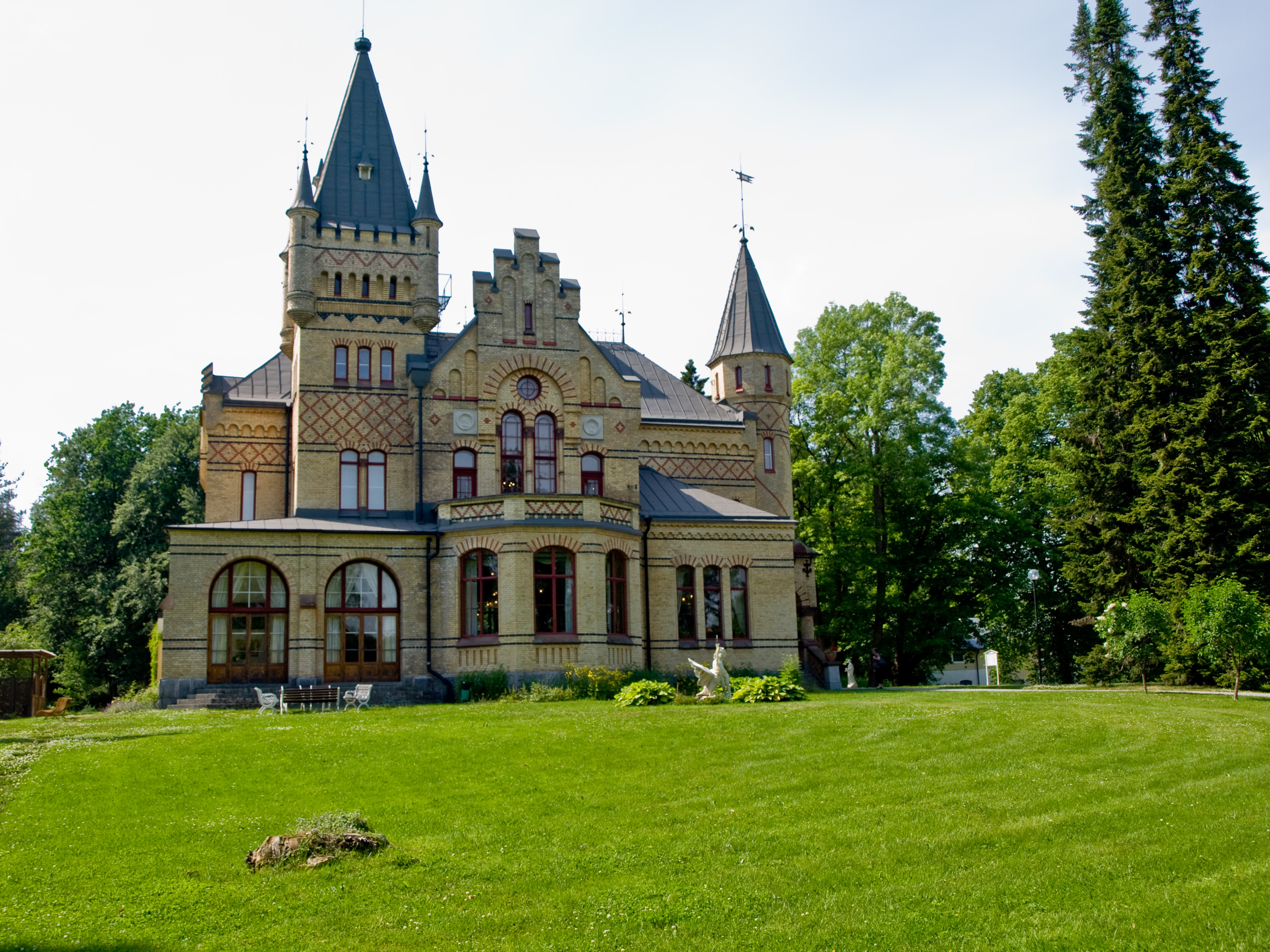
Merlo slott, juni 2009.

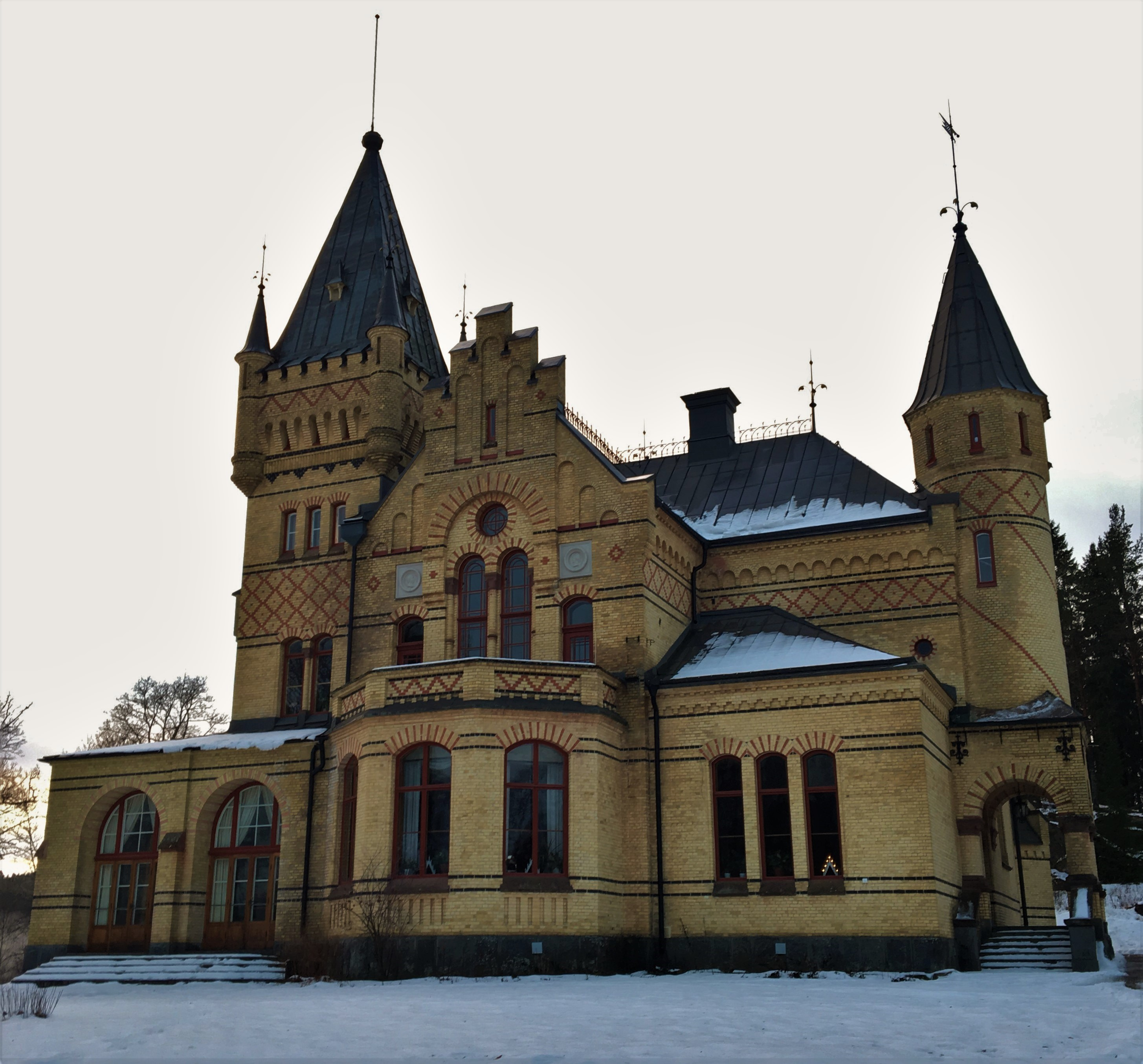
Merlo slott i januari 2019.

Villa Merlo eller Merlo slott som det även kallas uppfördes 1883–1885 i Timrå socken av Fredrik Bünsow, en av Sveriges sågverkspatroner. Arkitekter var Isak Gustaf Clason och Fritz Eckert. Bünsow uppförde även Bünsowska huset på Strandvägen, Stockholm kort efter slottets färdigställande.

## Historia
Merlo slott byggdes för att tjäna som sommarbostad åt Fredrik Bünsow, och gjorde det också fram till hans död 1897. År 1924 överläts den till Skönviks AB och användes som permanent bostad för bolagscheferna åren 1925–1929, och sedan fram till 1951 av chefer inom SCA. 1951 hade dock Merlo slott fullbordat sina dagar som bostad. I brist på andra lokaler flyttade bolagen in sina arkivalier hit och föreslog att byggnaden skulle användas som centralarkiv. Sedan dess har slottet använts som SCA:s arkiv även om man till stor del har bevarat byggnadens ursprungliga utseende.
Slottet såldes 2022 till privatpersoner. 

## Arkitektur
Via sin svärson ingenjören Claes Gustaf Norström fick Bünsow kontakt med den unge arkitekten Isak Gustaf Clason, som gjorde en idéskiss till den östra fasaden 1882. Han blev senare tvungen att avbryta arbetet på grund av en studieresa till kontinenten. Fritz Eckert ritade då klart huset. Den modernistiska tillbyggnaden, som inrymmer delar av SCA:s centralarkiv, uppfördes 1961 efter ritningar av Axel Grönwall.
Villans fasader är uppförda med gult fasadtegel som importerades från Flensburg. Den är en blandning av olika stilar (främst tysk renässans). Arkitekturen utmärks av ett flertal tornutsprång och uppskjutande gavelpartier, vilket för tankarna till norra Europas slott och borgar. Huset har tre våningar och 18 rum; på andra våningen finns en sal med 7,5 m takhöjd som ska påminna om en medeltida riddarsal. Inredningen har paneler, dörrar och takinlägg gjorda i ek. 
Den stora parken i engelsk stil med slingrande gångar och dammar, där det tidigare växte bl.a. kallor och prydnadsgräs, anlades vid tiden kring husets tillkomst. Där fanns bl.a. en konstgjord ö, utsmyckad med stora snäckor från tropiska vatten. I parken finns fortfarande inslag av exotiska träd och buskar. För detta ändamål byggdes trädgårdsmästeriet, som även omfattar ett boningshus, uppfört med inspiration från de norditalienska renässansvillorna.
Den slottsliknande villan följer periodens arkitektoniska krav på äkta byggnadsmaterial och en stilhistorisk tillbakablick. Miljön representerar också ett nytt skede i industrisamhällenas uppbyggnad, där herrgården inte längre var en given del av industrimiljön. Miljön har ett mycket stort arkitektur- och samhällshistoriskt värde, och är klassad som riksintresse för kulturmiljövård.